# Anthocercis angustifolia
Anthocercis angustifolia là loài thực vật có hoa trong họ Cà. Loài này được F.Muell. mô tả khoa học đầu tiên năm 1855.